# Cataglyphis bombycina
Cataglyphis bombycina, ook bekend als de zilvermier, is een mierensoort uit de onderfamilie van de schubmieren (Formicinae). De wetenschappelijke naam van de soort is voor het eerst geldig gepubliceerd in 1859 door Roger.
Deze mieren overleven overdag de hitte van de Sahara. Wetenschappelijk onderzoek in de zandduinen van zuidelijk Tunesië heeft aangetoond dat deze mieren van alle bekende mieren de hoogste loopsnelheid ontwikkelen wanneer ze bijvoorbeeld foerageren. Snelheden van 85,5 cm/s zijn waargenomen. Een andere mierensoort, de Cataglyphis fortis in de zoutvelden van Tunesië, bereikt snelheden van 62 cm/s. 